# Onthophagus aerarius
Onthophagus aerarius é uma espécie de inseto do género Onthophagus da família Scarabaeidae da ordem Coleoptera.

## História
Foi descrita cientificamente pela primeira vez no ano 1892 por Reitter.